# Zelomorpha gregaria
Zelomorpha gregaria är en stekelart som först beskrevs av Marcela N. Rodríguez de Sarmiento och Michael J. Sharkey 2004.  Zelomorpha gregaria ingår i släktet Zelomorpha och familjen bracksteklar. Inga underarter finns listade i Catalogue of Life.